# Chianti fiorentino

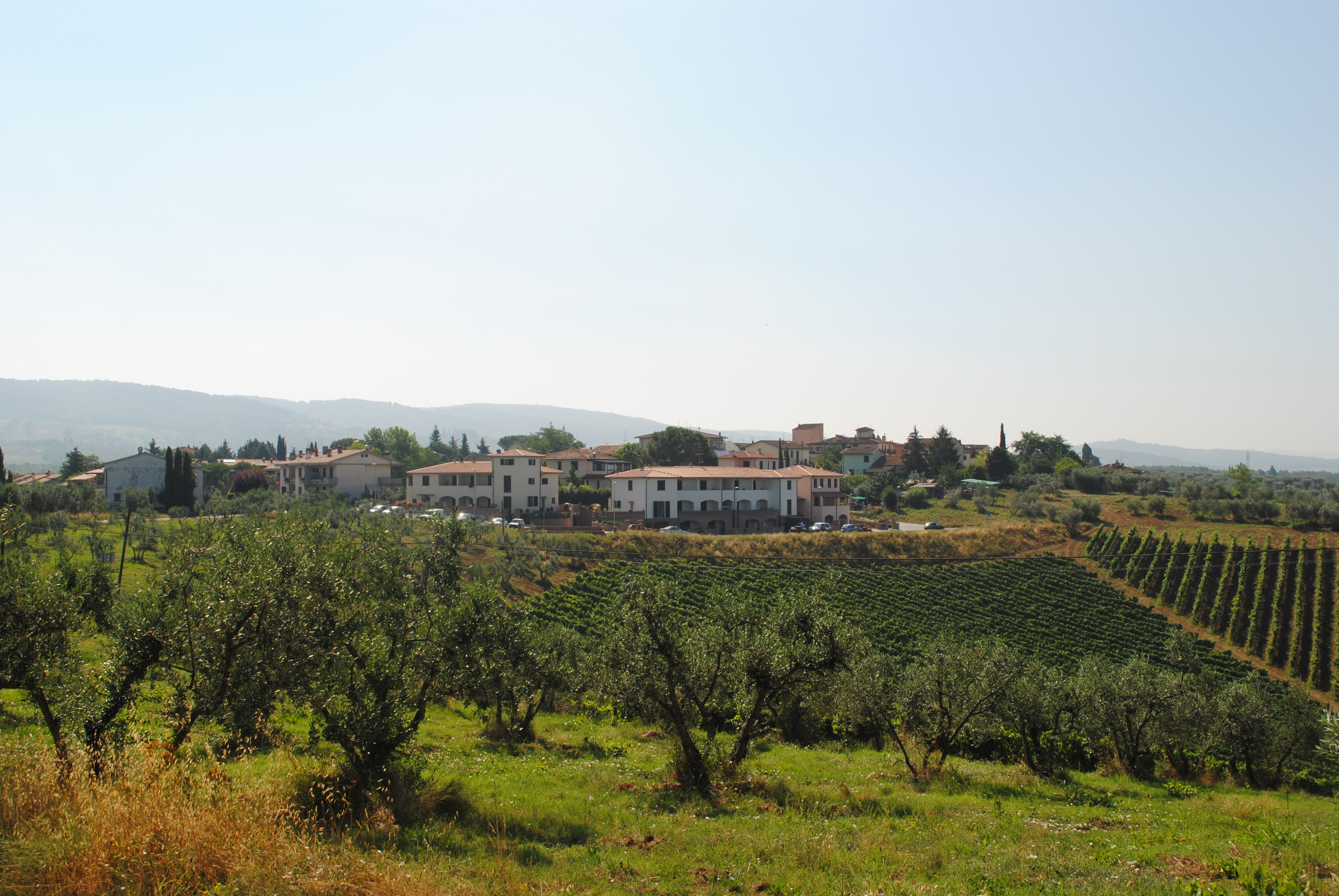
Montefiridolfi (San Casciano in Val di Pesa)

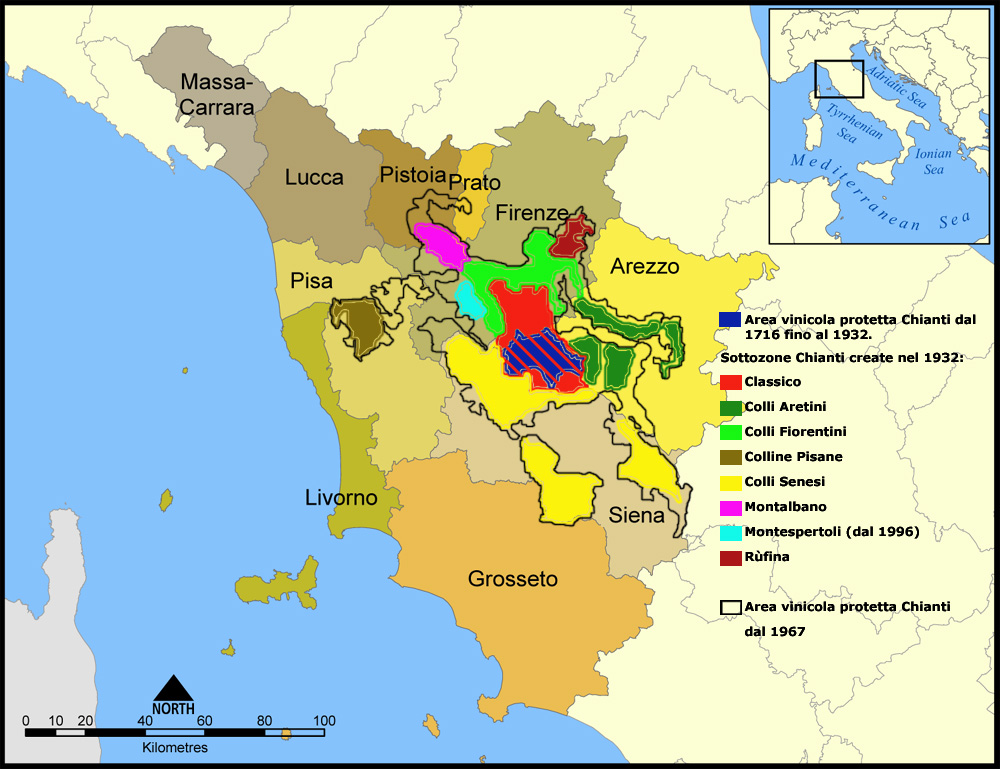
Evoluzione della zona di produzione dei vini Chianti (cliccare per ingrandire)

Per Chianti fiorentino si intende generalmente la parte settentrionale della zona viticola creata nel 1932 e chiamata, appunto, Chianti. Geograficamente è formato da parte del Valdarno, parte della Valdelsa e parte della Val di Pesa e, per piccolissima parte (una porzione meridionale del comune di Greve), del Chianti vero e proprio.
Dopo la creazione nel 1932 della zona viticola Chianti non è stato mai trovato un accordo sulla definizione di cosa si intendesse per Chianti nel linguaggio comune. Dipendendo dalle opinioni di ognuno, come Chianti fiorentino si può quindi intendere:
- Quella parte della zona viticola Chianti ricadente in Provincia di Firenze - Definizione viticola allargata.
- Quella parte della zona viticola Chianti ricadente all'interno della sottozona Colli Fiorentini (unitamente o disgiuntamente a quella parte della sottozona Classico ricadente in provincia di Firenze) - Definizione viticola ristretta.
- Quella piccolissima porzione del comune di Greve in Chianti che è compresa nelle Colline del Chianti - Definizione geografica.

## Definizione geografica
Secondo la definizione geografica fa parte del Chianti fiorentino solo parte della frazione di Panzano in Comune di Greve in Chianti.

## Definizione viticola ristretta
Secondo una definizione viticola ristretta (sottozone Classico e Colli Fiorentini) fanno parte del Chianti fiorentino i comuni di: Greve in Chianti, Barberino Tavarnelle, Fiesole, Bagno a Ripoli, Pontassieve, Pelago, Rignano sull'Arno, Reggello, Figline e Incisa Valdarno, Firenze, Impruneta, Scandicci, Lastra a Signa, Montelupo Fiorentino, Montespertoli, San Casciano in Val di Pesa e Certaldo.

## Definizione viticola allargata
Secondo una definizione viticola allargata (tutto il Chianti in Provincia di Firenze) si aggiungono anche i comuni di: Rufina, Empoli, Montaione, Gambassi Terme, Vinci, Cerreto Guidi e altri.